# C.S. Forester
Cecil Scott Forester (właśc. Cecil Lewis Troughton Smith; ur. 27 sierpnia 1899 w Kairze, zm. 2 kwietnia 1966 w Fullerton) – angielski pisarz specjalizujący się głównie w historycznych powieściach marynistycznych.

## Życiorys
Dwukrotnie żonaty, miał dzieci (dwóch synów) tylko z pierwszego małżeństwa. Wczesna arterioskleroza w 1943 niemal pozbawiła go władzy w nogach. Przeżył ciężki zawał serca w 1964.
Był autorem m.in. pięciu biografii, trzech książek dla dzieci oraz trzydziestu pięciu powieści, spośród których największą popularność zdobył cykl dwunastu powieści przygodowych z okresu wojen napoleońskich, których bohaterem jest oficer Royal Navy Horatio Hornblower.
Liczne powieści Forestera zostały zekranizowane, m.in. Afrykańska królowa (1951, reż. John Huston) z Katharine Hepburn i Humphreyem Bogartem czy Kapitan Hornblower (1951, reż. Raoul Walsh) z Gregorym Peckiem w roli tytułowej.
Jeden z uznanych eseistów, porównujący cykl romantycznej powieści morskiej C.S. Forestera z podobnym powieściowym cyklem bohaterskim Patricka O’Briana, stwierdził: „Wiele z powieści o Hornblowerze było znakomitymi przykładami kunsztu pisarskiego, a sam Forester nie ma sobie równych, jeśli chodzi o dynamizm narracji oraz precyzję opisu starć morskich. Jego opisy pojedynków między pojedynczymi okrętami są niepowtarzalne.”.

## Cykl powieścihornblowerowskich
- The Happy Return 1937 (Szczęśliwy powrót 1970)
- A Ship of the Line 1938 (Okręt liniowy 1971)
- Flying Colours 1938 (Z podniesioną banderą 1972)
- The Commodore 1945 (Komodor 1979)
- Lord Hornblower 1946 (Lord Hornblower 1980)
- Mr Midshipman Hornblower 1950 (Pan midszypmen Hornblower 1974)
- Hornblower and the "Atropos" 1953 (Hornblower i jego okręt "Atropos" 1978)
- Lieutenant Hornblower 1952 (Porucznik Hornblower 1975)
- Hornblower in the West Indies 1958 (Hornblower w Indiach Zachodnich 1982)
- Hornblower and the "Hotspur" 1962 (Hornblower i jego okręt "Hotspur” 1977)
- The Hornblower Companion 1964 (Vademecum Hornblowerowskie / Vademecum hornblowerowskie 1985)
- Hornblower and the Crisis 1966 (Hornblower i kryzys 1985)

Całość serii została wydana w Polsce nakładem gdańskiego Wydawnictwa Morskiego, w tłumaczeniu Henryki Stępień; pierwsze wydania pochodzą z lat 70. i 80., drugie z lat 90. Dwa tomy zostały opublikowane również przez innych wydawców: Z podniesioną banderą (wyd. Trzaska, Evert i Michalski, 1948; tłum. R. Sternica) i Aspirant Hornblower (wyd. Adamski i Bieliński, 2000, tłum. Andrzej Zawadzki), przy czym ta druga pozycja wydana przez Wyd. Morskie nosi tytuł Pan Midszypmen Hornblower.

## Twórczość
Lista chronologiczna
| - A Pawn among Kings 1924 - The Paid Piper 1924 - Napoleon and His Court 1924 - Josephine, Napoleon’s Empress 1925 - Payment Deferred 1926 - Love Lies Dreaming 1927 - The Wonderful Week 1927 - Victor Emmanuel II and the Union of Italy 1927 - The Shadow of the Hawk 1928 - Louis XIV, King of France and Navarre 1928 - Brown on Resolution 1929 - Nelson 1929 - The Voyage of the Annie Marble 1929 - Plain Murder 1930 - The Annie Marble in Germany 1930 - Two-and-Twenty 1931 - U 97 1931 | - Death to the French 1932 - The Gun 1933 - Nurse Cavell 1933 - The Peacemaker 1934 - The African Queen 1935 (Afrykańska królowa 1994) - The General 1936 - Marionettes at Home 1936 - Happy Return 1937 - A Ship of the Line 1938 - Flying Colours 1938 - The Earthly Paradise 1940 - The Captain from Connecticut 1941 - Poo-Poo and the Dragons 1942 - The Ship 1943 (Bitwa o Maltę 1946) - The Commodore 1945 - Lord Hornblower 1946 - The Sky and the Forest 1948 - Mr Midshipman Hornblower 1952 | - Randall and the River of Time 1950 - Lieutenant Hornblower 1952 - Hornblower and the Atropos 1953 - The Nightmare 1954 - The Adventures of John Wetherell 1954 - The Good Shepherd 1955 - The Barbary Pirates 1956 - The Naval War of 1812 1957 - The Age of Fighting Sail 1957 - Hornblower in the West Indies 1958 - Hunting the Bismarck 1959 - Hornblower and the Hotspur 1962 - The Hornblower Companion 1964 - Hornblower and the Crisis 1967 - Long before Forty 1967 - The Man in the Yellow Raft 1969 - Gold from Crete 1971 |